# غونزالو جارا
غونزالو جارا (بالإسبانية: Gonzalo Jara González)‏ هو لاعب كرة قدم تشيلي، ولد في 1 ديسمبر 1998 في كونثبثيون في تشيلي.

## وصلات خارجية
- غونزالو جارا على موقع قاعدة بيانات كرة القدم.إي يو (الإنجليزية)
- غونزالو جارا على موقع Soccerway.com (الإنجليزية)